# Rino Bolognesi
Rino Bolognesi (Bologna, 14 agosto 1932 – Roma, 19 marzo 2020) è stato un doppiatore e direttore del doppiaggio italiano.

## Biografia
Nato a Bologna, la sua voce era nota soprattutto per il doppiaggio di Bruce Wayne, interpretato da Adam West nella serie televisiva Batman. Altro supereroe da lui doppiato è Hulk in L'incredibile Hulk. Prestò la sua voce anche nella serie Quelli della pallottola spuntata (1982); in seguito lavorerà come doppiatore nei film Una pallottola spuntata, Una pallottola spuntata 33⅓ - L'insulto finale.
Altri suoi doppiaggi sono nei film La notte dei morti viventi, I 3 dell'operazione Drago, Nightmare - Dal profondo della notte, Hot Shots!, Good Night, and Good Luck., Rocky Balboa.
Fu voce narrante in numerosi documentari, tra cui la serie I segreti della Seconda Guerra Mondiale.
Come doppiatore di serie animate, è ricordato principalmente per la sua interpretazione nelle prime due serie animate di Star Blazers nella quale ricopriva ben tre ruoli diversi: il Supremo Desslok, Sandor ed il narratore. Nella serie The Monkey interpretava il narratore e vari personaggi secondari.
Lavorò anche come attore in alcuni film, tra i quali Blue Jeans del 1975.
Scrisse due libri: La dissacra Bibbia, rilettura ironica e talvolta sarcastica della Bibbia, e Un Itagliano qualunque che è la sua autobiografia.
Realizzò diversi documentari, di cui uno sulla vita di Padre Pio, e uno su Roma intitolato I segreti di Roma, città antica, entrambi prodotti da Tiziana Valenti. Costituì una propria società di doppiatori e diresse molti lavori di doppiaggio.
Dalla doppiatrice Mirella Tosca (morta nel 2004) ebbe un figlio, Marco (nato nel 1968 e morto nell'ottobre 1997 in un incidente stradale), anch'egli doppiatore. Ebbe anche una figlia, Gaia. Era sposato con l'assistente al doppiaggio Donatella Fantini.
Dal 1999 al 2003 ha dato la voce a Commissario Adamo Basettoni sostituendo Romano Ghini.

## Doppiaggio

### Cinema
- John Saxon in Black Christmas (Un Natale rosso sangue), Nightmare - Dal profondo della notte
- Burt Reynolds in Quella sporca ultima meta
- Ricardo Montalbán in Una pallottola spuntata
- Fred Ward in Una pallottola spuntata 33⅓ - L'insulto finale
- Ray Wise in Good Night, and Good Luck
- L.Q. Jones in Una magnum per McQuade
- Dennis Hopper in Il Grinta, Ossessione demoniaca, Compagnie pericolose
- Dick Van Patten in I due mondi di Charly
- Julian Glover in Vatel
- Carl Reindel in Bullitt
- George Chakiris in Josephine
- Bill McKinney in Un tranquillo weekend di paura
- Michael Alldredge in Robot Jox
- Paolo Gozlino in Joko - Invoca Dio... e muori
- Rod Taylor in Quel maledetto colpo al Rio Grande Express
- Jack Colvin in Corvo rosso non avrai il mio scalpo!
- Edward Faulkner in Berretti verdi
- Calvin Lockhart in Arrest!
- Tony Dimitri in Il colpaccio
- J. D. Cannon in Il pistolero di Dio
- Julio Peña in Horror Express

### Serie televisive
- Bill Bixby in L'incredibile Hulk (stagioni 4 e 5)
- Jack Colvin in L'incredibile Hulk (stagione 3)
- Ricardo Montalbán in Fantasilandia
- Adam West in Batman
- Steve McQueen in Ricercato vivo o morto
- James Franciscus in Doc Elliot
- Jim Carter in Zorro
- Jorge Martinez in Il ritorno di Diana

### Videogiochi
- Rocky in Bugs Bunny: Lost in Time[2]
- Commissario Basettoni in Topolino Prescolare[3]

### Cartoni animati e anime
- Penna d'Argento in La Freccia Azzurra
- Ben Turner in Lassie e la squadra di soccorso
- Shere Khan in TaleSpin
- Sig. Kidswatter in Wayside Highschool
- Sooty in Le avventure di Sooty
- Cap. Blue in Capitan Scarlet
- Sly in Capitan Planet e i Planeteers
- Dr. Benton Quest in Le avventure di Jonny Quest
- Nonno di Caillou in Caillou
- Nonno in I magici piedini di Franny
- Voce narrante in Fiabe da terre lontane
- Allenatore dell'Argentina in Holly e Benji - Due fuoriclasse
- Roger in Il Tulipano Nero - La Stella della Senna
- Bel Satan in Il fantastico mondo di Paul
- Moki Moki in Kum Kum
- Voce narrante, Supremo Desslock e Sandor in La corazzata Yamato
- Voce narrante e Teppei Matsuki in Arrivano i Superboys
- Voce narrante in The Monkey
- Kinoshita, padre di Watta, Sciacal e Lord Zakuron in L'invincibile robot Trider G7
- Dottor Daimoji in Gaiking il robot guerriero (episodi 27 - 44 ediz. DVD)
- Yarna in Microsuperman